# 毛序红花越桔
毛序红花越桔（学名：Vaccinium urceolatum var. pubescens）为杜鹃花科越桔属下的一个变种。

## 扩展阅读
- 維基物種上的相關：毛序红花越桔